# Jo Brenneis
Jo Brenneis (Pseudonym als Künstler: Jobrenn; * 19. Februar 1910 in Aschaffenburg; † 1994 in Hochheim am Main) war ein deutscher Maler und Pionier des Informellen.

## Leben
Brenneis erhielt bereits in seiner Kindheit Malunterricht bei der Malerin Marie von Fragestein. Er studierte an den Technischen Lehranstalten in Offenbach am Main (heute: Hochschule für Gestaltung). Ab 1931 war er als freischaffender Künstler tätig. Er signierte meist mit „Jobrenn“. Ab 1933 unternahm er Studienreisen ins benachbarte Ausland. In der Schweiz lernte er Paul Klee kennen, dessen Arbeiten ihn beeindruckten. Ab dieser Zeit setzte er sich mit der Abstraktion auseinander.
Den Zweiten Weltkrieg verbrachte Brenneis als angestellter Zeichner bei der Firma MAN in Mainz-Gustavsburg. Danach arbeitete er wieder freischaffend und war der abstrakten Malerei zugewandt. Er unternahm Studienreisen nach Holland, Spanien, Italien und Südfrankreich. Er hatte Ausstellungen in Deutschland (Mainz, Wiesbaden, Frankfurt am Main, Mainz, München, Berlin und Karlsruhe), den USA (New York, Florida), Chile (Santiago de Chile), Frankreich (Paris, Nizza), Italien (Genua) und Luxemburg.
Nach Kriegsende nahm er seine Tätigkeit als freischaffender Künstler wieder auf. Zahlreichen Studienreisen und Auslandsaufenthalten in der Schweiz, Holland, Italien, Ischia, Südfrankreich, Spanien/Mallorca und Amerika folgten.
1953 unternahm Jo Brenneis wieder eine Reise nach Spanien/Mallorca wo er auf den Künstler Joan Miró stieß und einige Tage bei ihm verbrachte. 1954 reiste Brenneis mit seinem Freund Feri Varga nach Cagnes sur Mer in Südfrankreich. Durch Varga lernte er Pablo Picasso kennen. Es entstanden kubistische Arbeiten. 1956 folgte ein erster Amerika-Aufenthalt mit Stationen in New York und Boston; dort setzte er sich mit Werken von Pollock auseinander. Er bearbeitete nun seine Bilder mit Rasierklingen, die oft auf der Rückseite der Bilder sich befinden. Eine ganz neue Technik, die seine Bilder einzigartig leuchten lassen.
1958 gründete Brenneis den „Arbeitskreises bildender Künstler Rhein-Main“ und der „Vereinigung bildender Künstler Rhein Main“ und präsentierte mit diesem im Palazzo del Parco in Bordighera seine Werke. In den Folgejahren hatte er Ausstellungen unter anderem in Dijon, im Salon international de la grande des art, sowie in Paris, München, Frankfurt, Genua und zahlreichen weiteren Städten. Es folgten Ausstellungen in den USA und schließlich in Santiago de Chile. 
Bis zu seiner letzten Ausstellung 1969 blieb er seiner künstlerischen Auffassung treu. Seine von Farbigkeit durchdrungenen und in reifer, gestalterischer Kraft gesetzten Bilder sind Ausdruck seines Lebenswerks.
Im Jahr 1970 erkrankte Jo Brenneis schwer und war gezwungen, seine Arbeit als Künstler einzustellen. Er starb 1994 in Hochheim bei Frankfurt.

## Werk
Mehrere eng zusammen liegende und schnell ineinander übergehende Epochen lassen sich unterscheiden. Meistens bevorzugte der Künstler die starken Farbakkorde in strömender, breitflächiger Pinselführung. Spanien, besonders Mallorca, gab ihm starke künstlerische Anregungen. Er liebte aber auch die braunen und rötlichen Farben der Rheingauer Landschaft. Er verwandte eine besondere Mischtechnik und war dazu übergegangen, die Linien auf einem besonderen Untergrund einzuritzen, etwas Neues, das man früher nur an der Wand praktizierte. Der Künstler bevorzugte in seinen Kompositionen die Horizontale oder die Vertikale als dominierendes Formprinzip, wodurch seine Bilder ein klares, harmonisches Gefüge gewannen.
Gelegentlich werden Werke des Künstlers im Auktionshandel angeboten.

## Ausstellungen
- 1949: Schule am Ludwigsplatz Mainz
- 1950 Zen 49, Central Collecting Point, München
- 1951: Industriehof Mainz
- 1951 Deutscher Künstlerbund, Hochschule für Bildende Künste, Berlin
- 1952 Rote Reiter Traumstein
- 1952 Rote Reiter München
- 1953 Haus am Dom Mainz
- 1954 Schloss zu Mainz
- 1954 Württembergischer Kunstverein, Stuttgart
- 1954 Nizza
- 1955 Badischer Kunstverein Karlsruhe
- 1955 Cercle Volnay, Paris, Frankreich
- 1956 New York
- 1956 Santiago de Chile
- 1957 Verein Bildender Künstler
- 1957 Paris Salon de Realites
- 1957 Dijon Salon International de la grande
- 1958 Italien Palazzo del Parco in Bordighera
- 1958 29. Biennale von Venedig, Venedig
- 1958 Biblioteca Germanica in Genua
- 1959 Haus am Dom Mainz
- 1959 Kulturhaus in Ludwigshafen
- 1960 Badischer Kunstverein Karlsruhe
- 1960 Haus am Dom
- 1960 USA und Südamerika
- 1961 Düsseldorfer Malkasten
- 1964 Galerie für Moderne Kunst Mainz
- 1969 Malerei und Plastik
- 2007  Jo Brenneis (1910-1994), Museum Pachen, Rockenhausen
- Siehe Werkverzeichnis Kustermann/Baumstark 2005